# Max von Hausen

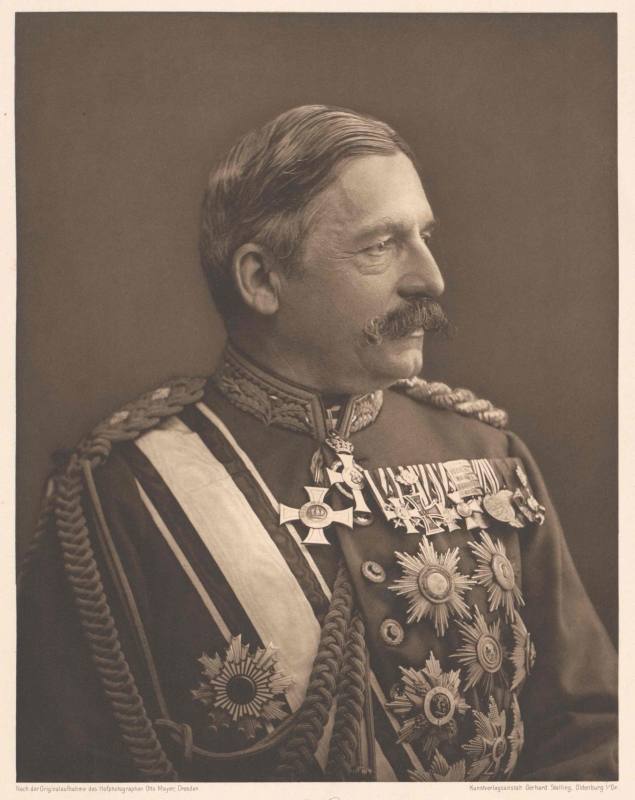
Max von Hausen, Fotografie von Otto Mayer, Dresden

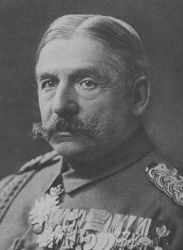
Freiherr von Hausen

Max Clemens Lothar Freiherr von Hausen (* 17. Dezember 1846 in Dresden; † 19. März 1922 ebenda) war ein sächsischer Generaloberst sowie Kriegsminister und Vorsitzender des Gesamtministeriums des Königreiches Sachsen.

## Herkunft
Max war Angehöriger des Adelsgeschlechts von Hausen und der Sohn des sächsischen Generalleutnants und Stadtkommandanten von Dresden Clemens von Hausen (1809–1879) und dessen Ehefrau Anna, geborene von Ammon, Tochter des Augenarztes August von Ammon. Seine beiden Brüder Lothar (1845–1920) und Arndt (1851–1919) waren Generalleutnante der Sächsischen Armee.

## Leben
Als Jugendlicher besuchte Hausen die Kadettenanstalt seiner Heimatstadt und trat nach deren Abschluss 1863 in das 3. Jägerbataillon der Sächsischen Armee ein. 1864 wurde er hier zum Sekondeleutnant befördert. An den Kriegen von 1864 (Deutsch-Dänischer Krieg), 1866 (Deutscher Krieg) und 1870/71 (Deutsch-Französischer Krieg) nahm er teil und im Anschluss besuchte er die Preußische Kriegsakademie in Berlin, die er 1874 abschloss. 1887 erfolgte seine Berufung zum Großen Generalstab und 1890 zum Kommandeur des 2. Grenadier-Regiments Nr. 101 „Kaiser Wilhelm, König von Preußen“ in Dresden. 1893 wurde er zum Generalmajor befördert und schließlich 1897 zum Kommandeur der 3. Division Nr. 32 ernannt sowie zum Generalleutnant befördert. 1900 erfolgte die Ernennung zum Kommandierenden General des XII. (I. Königlich Sächsisches) Armee-Korps.
Im Ersten Weltkrieg befehligte Hausen als Generaloberst (seit 17. Dezember 1910) die 3. Armee vom 2. August bis 12. September 1914. Während der Marneschlacht wurde er am 12. September seines Amtes als Oberbefehlshaber auf Grund einer vermeintlichen Ruhrerkrankung, die sich später als Typhus herausstellte, krankheitshalber vorübergehend enthoben. Dies diente dem „Interesse der völligen Wiederherstellung“. Unter von Hausens Führung erfolgte im Rahmen des Massakers von Dinant die weitgehende Zerstörung der belgischen Stadt vom 21. bis 28. August 1914, während der 674 belgische Zivilisten ermordet wurden.
Als Politiker war er vom 2. August 1902 bis 1906 als sächsischer Kriegsminister und vom 26. Juli 1912 bis 21. Mai 1914 als Vorsitzender des Gesamtministeriums tätig. Fälschlicherweise wurde er in der Zeit als Vorsitzender des Gesamtministeriums auch als erster Ministerpräsident Sachsens zitiert. Dies löste Artur Brabants Wortwahl aus, der Hausen als „Ministerpräsident“ im Vorwort seiner 1926 erschienenen Biografie Generaloberst Max Freiherr v. Hausen. Ein deutscher Soldat bezeichnete. Das Amt des Ministerpräsidenten existierte im Königreich Sachsen nicht.

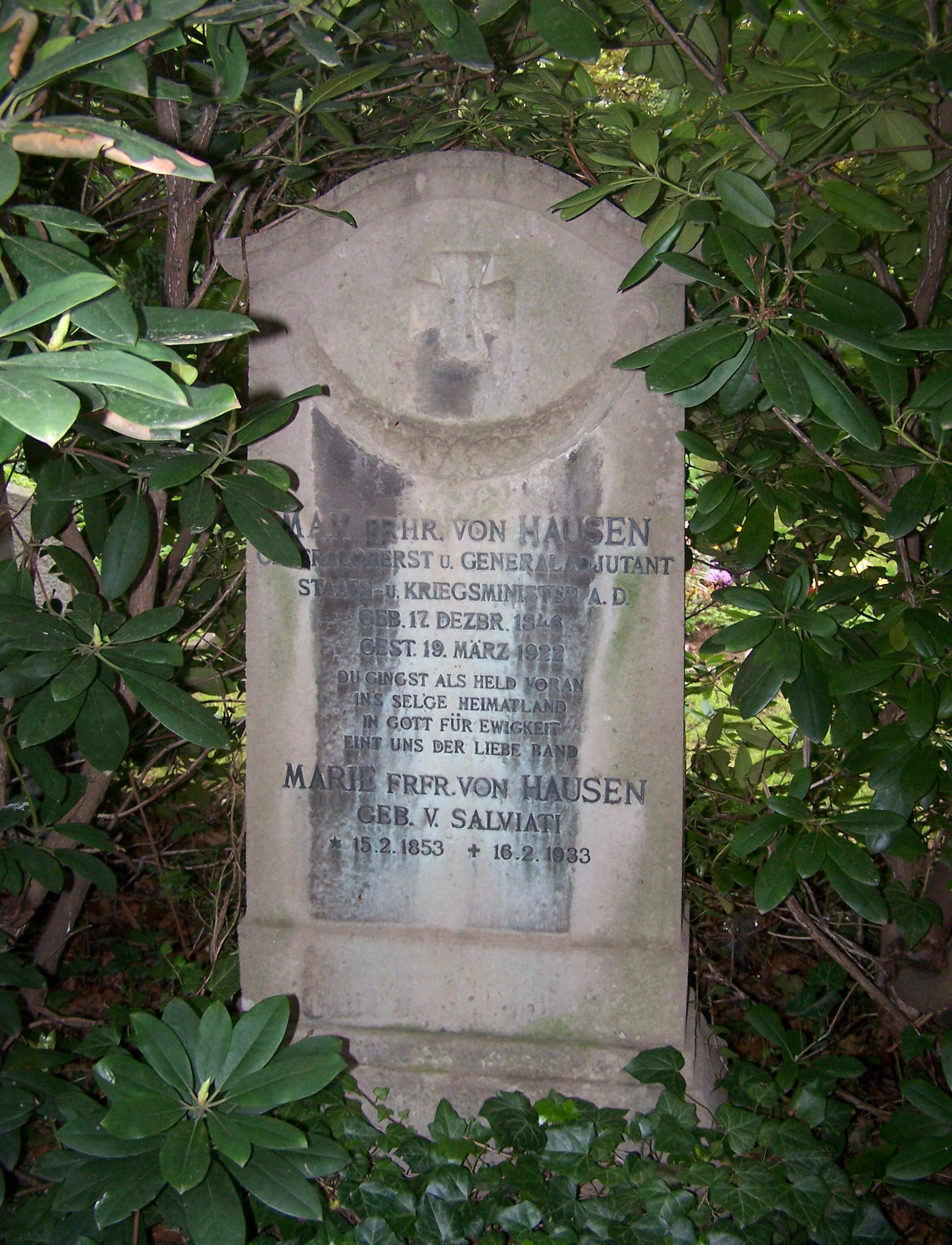
Grab auf dem Inneren Neustädter Friedhof in Dresden

Für seine Verdienste wurde Hausen vielfach geehrt. So stand er à la suite des 1. Jäger-Bataillons Nr. 12 in Freiberg und war unter anderem Träger des Hausordens der Rautenkrone, Ritter des Schwarzen Adlerordens sowie des Roten Adlerordens mit der Kette.
Hausen ist auf dem Inneren Neustädter Friedhof in Dresden bestattet.

## Familie
Hausen heiratete 1876 in Berlin Marie von Salviati (1853–1933), eine Tochter des Geheimen Oberregierungsrats und Herren auf Gossendorf Karl von Salviati (1823–1878), Sohn von Peter Heinrich August von Salviati, und der Helene Freiin von Bjelke (1821–1899). Das Paar hatte drei Töchter: Erna (* 1877), Gerda (* 1878), Asta (* 1880).